# Eduardo Fischer (nadador)
Eduardo Aquiles Fischer (Joinville, 25 de março de 1980) é um nadador brasileiro, especialista no nado peito.
Formado em direito, fez pós-graduação em direito tributário, e hoje é advogado tributarista.

## Trajetória esportiva
Motivado pelo irmão mais velho, que já praticava a natação, aos seis anos Eduardo Fischer entrou na escolinha de natação do Joinville Tênis Clube, onde ficou por dez anos. Aos 12 anos começou a treinar para competições.
Em 1996 foi vice-campeão catarinense nos 100 metros nado peito.
O primeiro título importante veio em 1997, no Campeonato Brasileiro de Inverno, com a medalha de ouro nos 100 metros peito. 
Em 1998 participou de seu primeiro Troféu Brasil e ficou em segundo lugar no nado peito.
Em 1999 foi para o Minas Tênis Clube, de onde seguiu para defender o Club de Regatas Vasco da Gama até 2002, quando retornou a Joinville.
Participou dos Jogos Olímpicos de Verão de 2000 em Sydney, na prova dos 100 metros peito (31º lugar) e dos 4x100 metros medley (12º lugar).
Em 2001 já era recordista sul-americano dos 50 metros peito e dos 100 metros peito.
No Campeonato Mundial de Natação em Piscina Curta de 2002 obteve sua melhor performance em um torneio internacional, obtendo a medalha de bronze nos 50 metros peito. Além disso, também foi à final dos 100 metros peito, terminando em sexto lugar, e à final dos 4x100 metros medley, terminando em sétimo lugar. Nesta competição ele bateu duas vezes o recorde sul-americano de piscina curta dos 50 metros peito (27s51 nas eliminatórias e 27s23 na semifinal,) e duas vezes o dos 100 metros peito (59s64 nas eliminatórias e 59s60 na final,) além do recorde sul-americano dos 4x100 metros medley na final (3m35s59). O recorde dos 50 metros peito só foi batido em 2008, por Felipe França.
Participando do Campeonato Mundial de Esportes Aquáticos de 2003, ficou em 21º lugar nos 50 metros peito, 23º nos 100 metros peito e 17º nos 4x100 metros medley.
Nos Jogos Pan-Americanos de 2003 em Santo Domingo, obteve a medalha de prata no revezamento 4x100 metros medley, e a medalha de bronze nos 100 metros peito. Nos 100 metros peito, bateu o recorde sul-americano em piscina olímpica, e ainda atingiu o índice para os Jogos Olímpicos de Atenas 2004, com a marca de 1m01s88.
Em 2003 bateu o recorde sul-americano dos 50 metros peito em piscina olímpica, com a marca de 28s21; esta marca só foi batida em 2007 por Felipe Lima.
Participou dos Jogos Olímpicos de Verão de 2004 em Atenas, na prova dos 100 metros peito, indo à semifinal e terminando na 15ª colocação; na prova dos 200 metros peito, terminando na 24ª colocação; e da prova dos 4x100 metros medley, ficando em 15º. Nas eliminatórias dos 100 metros peito, bateu o recorde sul-americano com a marca de 1m01s84. Esta marca só foi batida em 2006, por Henrique Barbosa.
No Campeonato Mundial de Natação em Piscina Curta de 2004, Fischer bateu na trave três vezes: ficou em quarto lugar nos 50 metros peito, a 10 centésimos do bronze; em quarto nos 100 metros peito; e em quarto nos 4x100 metros medley, onde bateu o recorde sul-americano com a marca de 3m33s02, junto com Guilherme Guido, Kaio Márcio de Almeida e César Cielo. O recorde dos 4x100m medley só caiu em 2008.
Em 2005, uma série de lesões comprometeu seu rendimento.
Esteve no Campeonato Mundial de Natação em Piscina Curta de 2006, onde foi à semifinal e ficou em 16º nos 50 metros peito, em 22º nos 100 metros peito e nono nos 4x100 metros medley.
No Campeonato Mundial de Natação em Piscina Curta de 2008, foi à semifinal dos 50 metros peito, mas foi desclassificado; e nos 100 metros peito ficou em 17º lugar.
Em maio de 2009 bateu o recorde dos 100 metros nado peito em piscina curta, com a marca de 58s14; e dos 50 metros peito, com a marca de 26s73.
No final de 2011, aos 31 anos de idade, Eduardo Fischer anunciou sua aposentadoria da natação profissional.

### Recordes
Eduardo Fischer é ex-detentor dos seguintes recordes:
Piscina olímpica (50 metros)
- Ex-recordista sul-americano dos 50 metros peito: 28s21, marca obtida em 2003[22]
- Ex-recordista sul-americano dos 100 metros peito: 1m01s84, marca obtida em 14 de agosto de 2004[24]

Piscina semi-olímpica (25 metros)
- Ex-recordista sul-americano dos 50 metros peito: 26s73, marca obtida em maio de 2009[36]
- Ex-recordista sul-americano dos 100 metros peito: 58s14, marca obtida em maio de 2009[35]
- Ex-recordista sul-americano do revezamento 4x100 metros medley: 3m33s02, marca obtida em 11 de outubro de 2004, junto com Guilherme Guido, Kaio Márcio de Almeida e César Cielo.[28]